# Svay Rieng (provins)
Svay Rieng är en provins (khet) i sydöstra Kambodja på gränsen till Vietnam.